# Seznam gruzinskih šahistov
Seznam gruzinskih šahistov.

## A
- Nana Aleksandria
- Meri Arabidze
- Ketevan Arahamia Grant
- Zurab Azmaiparašvili

## B
- Nino Bacjašvili

## Č
- Maja Čiburdanidze

## D
- Diana Darcia
- Nana Dzagnidze
- Lela Džavahišvili
- Roman Džindžičašvili
- Baadur Džobava

## G
- Nona Gaprindašvili
- Tamaz Georgadze
- Georgi Giorgadze
- Sopiko Guramišvili
- Nino Gurieli
- Buhuti Gurgenidze
- Sofio Gvetadze

## H
- Nino Hurtidze

## I
- Nana Ioseliani

## K
- Giorgi Kačeišvili
- Ketino Kahiani

## L
- Maja Lomineišvili

## M
- Salome Melia

## S
- Zurab Sturua

## U
- Elizbar Ubilava

## Z
- Gennadij Zajčik